# Roland Diethart
Pour les articles homonymes, voir Diethart.
Roland Diethart (né le 3 août 1973 à Köflach, Styrie) est un fondeur autrichien.

## Coupe du monde
- Meilleur classement final: 74e en 2005.
- Meilleur résultat: 5e.